# Larus vegae
Il gabbiano di Vega (Larus vegae, Palmén 1887) è un uccello della famiglia dei Laridi.

## Sistematica
La sua classificazione è ancora controversa e incerta. Esistono come minimo due sottospecie di questo uccello che vengono talvolta classificate come sottospecie di Larus cachinnans o di Larus argentatus.

### L. vegae vegae
Il gabbiano Vega è simile al gabbiano reale, ma è leggermente più scuro di colore grigio sulla parte superiore. La testa del gabbiano Vega è fortemente striata di marrone in inverno, specialmente sulla parte posteriore e sui lati del collo, formando un collare. Le zampe sono solitamente di un rosa brillante. I gabbiani Vega nel primo e nel secondo inverno sono più scuri rispetto ai simili gabbiani mongoli, in particolare sulla sommità della testa dove i gabbiani mongoli, anche nel primo e nel secondo inverno, sono un po' più chiari. Quasi tutto il corpo dei gabbiani Vega nel primo e nel secondo inverno presenta macchie e striature marrone scuro. Gli adulti di gabbiano Vega in inverno possono spesso essere confusi con il gabbiano dorsoslateo (L. schistisagus) e il gabbiano occidentale (L. occidentalis), che hanno un aspetto molto simile, ma il grigio del gabbiano Vega è più chiaro rispetto alle due specie simili. Il colore degli occhi è variabile, ma tende ad essere scuro con un anello orbitale rosso. Il becco è giallo con una macchia rossa, eccetto per i gabbiani nel primo e nel secondo inverno, dove il becco può essere quasi completamente grigio scuro/nero, con la parte grigia che si restringe fino a raggiungere la maturità.
I gabbiani Vega nella parte nord-occidentale del loro areale di riproduzione sono più chiari sulla parte superiore. A volte sono considerati una sottospecie separata denominata gabbiano di Birula (Larus vegae birulai).
- L. vegae birulae 
più chiara sul dorso, è una sottospecie di L. vegae vegae.

### L. vegae mongolicus

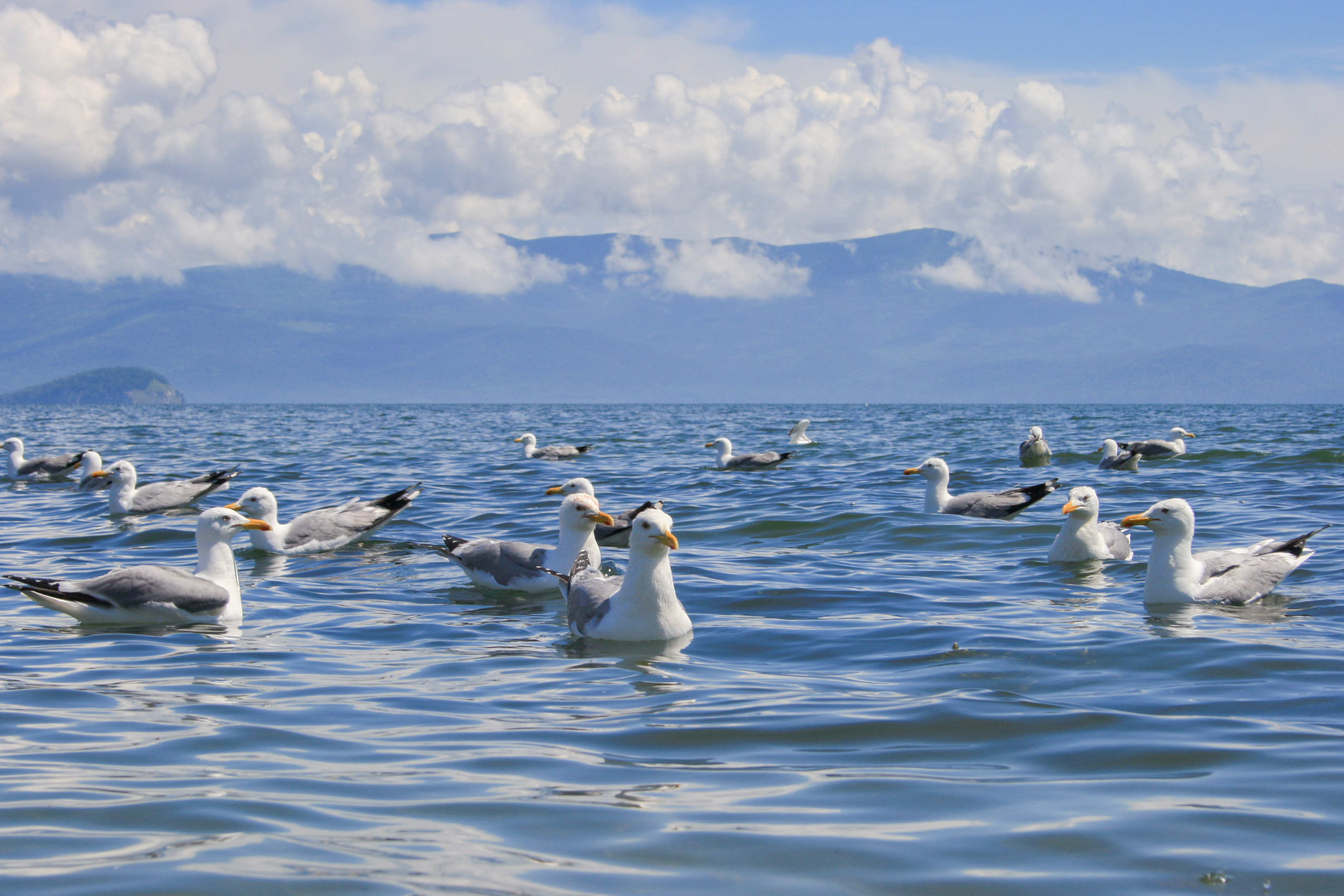
Esemplari adulti di Laurus vegae mongolicus nel Lago Baikal

La schiena e le ali del gabbiano mongolo variano di colore. Sono spesso di un grigio medio simile a quello del gabbiano di Birula, ma possono essere molto più scure. La testa del gabbiano mongolo è prevalentemente bianca tutto l'anno con solo leggere striature invernali. Le zampe sono solitamente rosa e l'occhio è generalmente chiaro con un anello orbitale rosso. Il becco è giallo con una grande macchia rossa e spesso con segni scuri nei gabbiani del primo, secondo e terzo anno. I gabbiani mongoli nel primo e nel secondo inverno hanno pesanti striature e macchie marroni/grigie sulla maggior parte del corpo e delle ali, simili al gabbiano Vega, ma non così scure.

## Distribuzione e habitat
Questo gabbiano è endemico della Siberia orientale. Vive anche in Mongolia, Cina, Taiwan, Corea, Giappone e Alaska. Raro in Canada, nelle Filippine e nel sudest asiatico.
Sono avvistati regolarmente sull'Isola di San Lorenzo e a Nome, in Alasca, e possono riprodursi lì. Ci sono anche segnalazioni provenienti da altre parti dell'Alasca occidentale e alcune testimonianze fotografiche dalla Washington e dalla California. Nel loro habitat invernale si trovano tipicamente nei porti, sulle coste rocciose e alle foci dei fiumi.

Il gabbiano mongolo nidifica in Mongolia, nelle parti confinanti della Russia (come il Lago Baikal), nella Cina nord-orientale (ad esempio, il Lago Hulun) e possibilmente in Corea del Sud. Migra verso sud-est per svernare nella Cina meridionale e orientale e in Corea, con pochi esemplari che raggiungono il Giappone. In Corea del Sud, sverna nelle acque interne più spesso rispetto al gabbiano Vega.

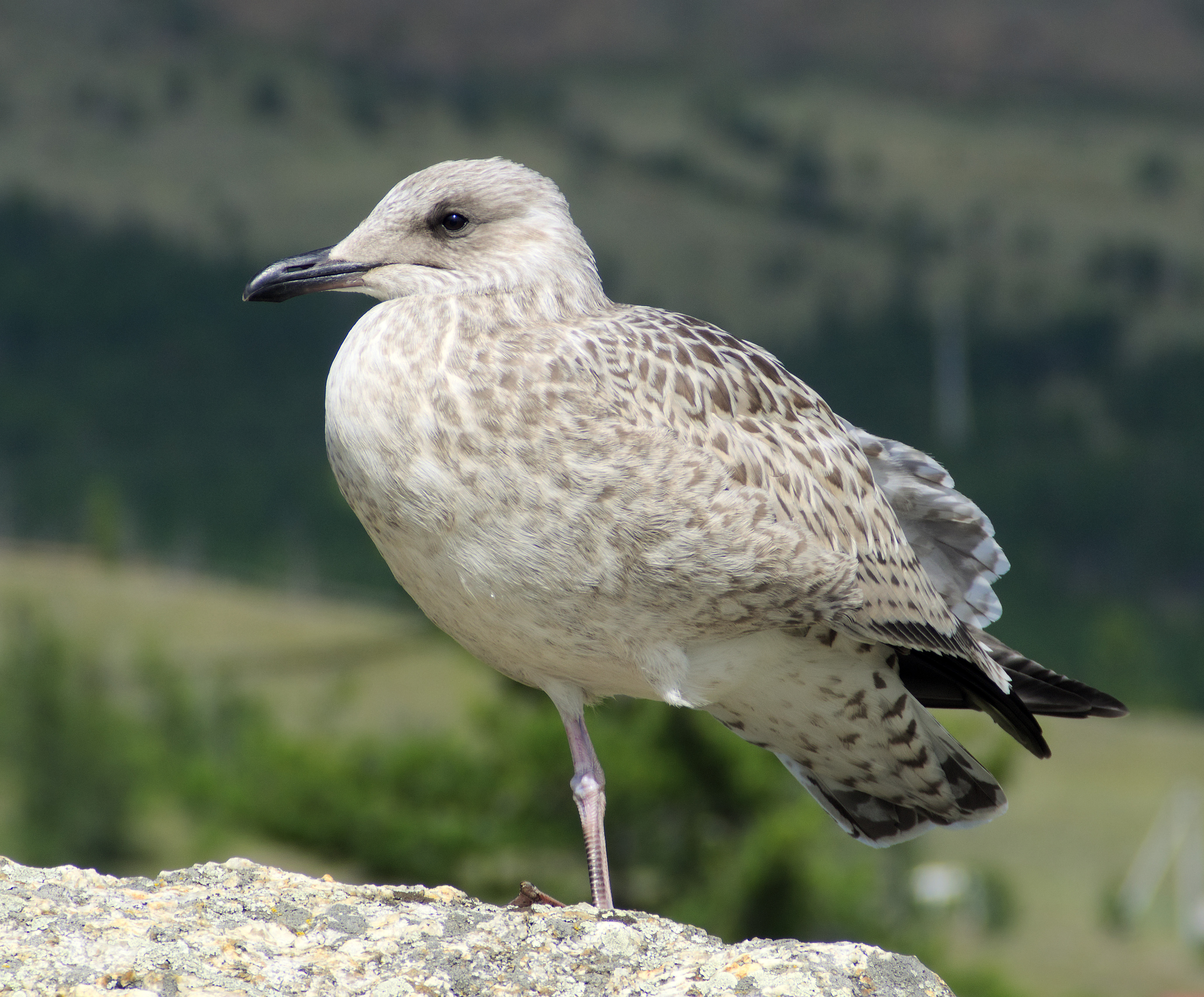
Larus vegae mongolicus
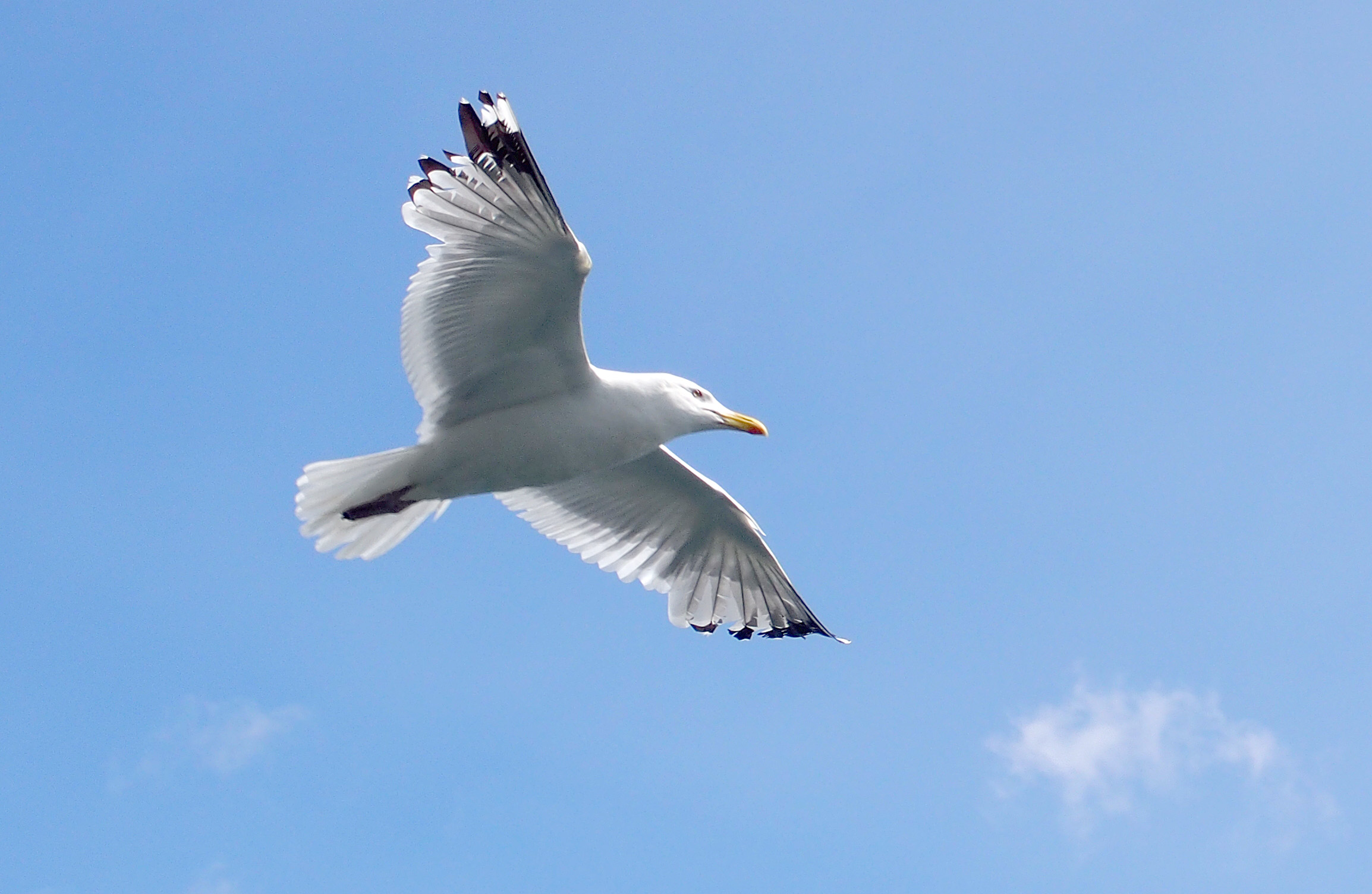